# Saccocirrus axi
Saccocirrus axi is een borstelworm uit de familie Saccocirridae. Het lichaam van de worm bestaat uit een kop, een cilindrisch, gesegmenteerd lichaam en een staartstukje. De kop bestaat uit een prostomium (gedeelte voor de mondopening) en een peristomium (gedeelte rond de mond) en draagt gepaarde aanhangsels (palpen, antennen en cirri).
Saccocirrus axi werd in 1967 voor het eerst wetenschappelijk beschreven door Westheide.